# Торакоскопија
Торакоскопија је минимално инвазивна видоасистирана дијагностичка и терапијска медицинска процедура која укључује преглед, биопсију, ресекцију промена и/или дренажу патолошког садржаја или маса унутар плеуралне шупљине.  Торакоскопија се може обавити под општом анестезијом или под седатирајућом локалном анестезијом.

## Историја
Торакоскопију је први извео  Sir Francis Cruise из болнице Mater Misericordiae Hospital у Даблину у сарадњи са др Семјуелом Гордоном 1865. године.
Методу је потом усавршио Ханс Кристијан Јакобеј, шведски интерниста 1910. године за лечење туберкулозних интраторакалних адхезија. Она је за преглед грудног коша користио  цистоскоп, и тако уз помоћ њега сопствену технику развијао наредних двадесет година. 
Данас се торакоскопија изводи помоћу специјализованих торакоскопа, инструмента који  укључују извор светлости и сочива за гледање и могу имати отворе кроз које се други инструменти могу убацити у сврху узорковања (биопсија) или уклањања ткива и других манипулација.

## Опрема и техника
Постоје две различите врсте плеуроскопа: 
Крути (ригидни) плеуроскоп
Крути плеуроскоп укључује ксенонски извор светлости, ендоскопску камеру која преноси слику до окулара телескопа и видео камеру. Обезбеђује различите углове вида, како директне тако и косе (30-50 степени). Трокари долазе у различитим пречницима (3-13 мм). Традиционална величина пинцета помоћу којих се добијају биопсије је 5 мм. Међутим, клешта за биопсију од 3 мм имају исти учинак оном који се добија конвенционалним клештима.
Главне индикације за употребу крутог плеуроскопа су заробљена плућа, лиза дебелих адхезија, емпијем и пнеумоторакс. Ови пацијенти могу бити упућени торакалном хирургу на торакоскопску операцију уз помоћ видео записа.
Полукрути (семиригидни) плеуроскоп
Полукрути плеуроскоп је сличан видео бронхоскопу. Састоји се од дршке са плеуроскопом дужине 27 цм и пречника 7 мм. Првих 22 цм плеуроскопа је круто, са додатним флексибилним делом опсегом од 5 цм на дисталном крају. Флексибилним крајем се управља преко регулатора на дршци, слично флексибилном бронхоскопу. Радни канал од 2,8 мм прихвата инструменте као што су клешта за биопсију и игле.
Овим плеуроскопм изводи се ина процедура 

### Разматрања о приступу
Да би се припремио за торакоскопију, пулмолог може да уклони 500 мл течности из плеуралног простора кроз торакоцентезу и изазове пнеумоторакс пре уметања трокара. Алтернативно, пулмолог може направити интеркостални рез који омогућава несметану аспирацију течности када се трокар убаци.
Ако се сумња на малигнитет, прави се један рез на кожи у приближно петом до седмом међуребарном простору дуж бочног зида грудног коша захваћеног хемиторакса. Плеурална течност се евакуише и добијају се услови за плеуралну биопсију. Ако се поступак изводи да би се визуелизовале плућне буле на врху плућа, пожељнији је рез у четвртом међуребарном простору.
Медицинска торакоскопија се обично изводи техником једноструке пункције, али се може користити и техника двоструке пункције. Код обе методе, пулмолог визуализује плеурални простор крутим или полукрутим плеуроскопом. Када се уђе у плеуралну шупљину, могућа је скоро потпуна визуализација паријеталне шупљине; али се не види само задња и медијастинална страна плућа.

### Техника једноструке пункције
Техником једноструке пункције пулмолог убацује помоћне инструменте кроз радни канал плеуроскопа. Париеталне плеуралне биопсије, на пример, могу се урадити коришћењем осветљених пинцета кроз једну улазну тачку.
Да би се ушла у плеуралну шупљину, прави се рез на кожи пречника од 8 до 10 мм паралелно са одабраним међуребарним простором у односу на који се центрираа отвор. Тупа дисекција се затим изводи равним маказама до паријеталне плеуре. Трокар се лагано гурне кроз сецирани пут; уз умерени притисак, и постепено се гура  кроз плеуру.
Сва преостала течност у плеури се аспирира помоћу тупе флексибилне цевчице која се доводи кроз навлаку троакара. Цев је обично мања од простора направљеног у плеуралном простору да би постојала могућност да ваздуху уђе у торакалну шупљину и изазове пнеумоторакс.

### Техника двоструке пункције
Са техником двоструке пункције, оператер прави, поред већ описаног првог, други мањи рез дуж другог међуребарног простора, што омогућава уметање плеуралног трокара за помоћне инструменте. Други трокар је мањи, пречнка само 5 мм, и стога је потребан рез од 5 мм. Техника двоструке пункције се обично користи када постоји потреба за:
- лизом тешких адхезија,
- контролу крварења,
- усисавање великих количина плеуралне течности,
- обављањем биопсије висцералне плеуре.

За биопсије париеталне плеуре узимају се узорци и абнормалне и плеуре нормалног изгледа. Обично са начини 4-6 биопсија сумњивих лезија за постављање правилне дијагнозе. Када се сумња на малигнитет, а ендоскопски налази нису специфични, број биопсија треба повећати на 10-12 
Када је процедура завршена, грудна цев се убацује кроз првобитно место реза. Плућа се лагано поново проширују повезивањем грудног коша са уређајем за усисавање. У случају заробљених плућа, оператер има могућност постављања нормалне грудне цеви са или без усисавања или постављања тунелског дрена у груди за амбулантно лечење.

## Видеоасистирана торакоскопска хирургија
Видеоасистирана торакоскопска хирургија (ВАТС) дефинише се као минимална инвазивна ендоскопска метода у хирургији која се изводи координацијом руке и ока хирурга уз помоћ видео везе.
Интервенције у грудном кошу које се изводе техникама која подразумевају директну визуелизацију оперативног поља кроз мини торакотомију, уз помоћ торакоскопа, не спадају у видеоасистирану торакоскопску хирургију.
За разлику од конвенционална хирургије која омогућава тродимензионални вид у оперативном пољу чиме се остварује повратна спрега између ока и руке као и тактилни осећај који хирургу омогућава фине меневре приликом дисекције хиларних структура, видеоасистирана торакоскопска хирургија захтева развој потпуно нових вештина. Информације са оперативног поља су углавном визуелне а слика је дводимензионална. Што од хирурга затева увежбевање координација ока и руку јер су често инструменти изван видног поља, а такође и дводимензионални видео приказ мора претворен у трдимензионалну анатомију опративног поља.